# Martial Mbandjock
Martial Mbandjock, född 14 oktober 1985, är en fransk friidrottare som tävlar i kortdistanslöpning. Mbandjock deltog vid Olympiska sommarspelen 2008 där han blev utslagen i semifinalen på 100 meter. Vid VM 2009 tog han sig till semifinalen både på 100 och 200 meter där han emellertid blev utslagen. 
Mbandjocks stora genombrott kom vid EM 2010 i Barcelona där han blev bronsmedaljör både på 100 och 200 meter. Han ingick vidare i det franska stafettlaget på 4 x 100 meter som blev guldmedaljörer.

## Personliga rekord
- 100 meter - 10,06 från 2008
- 200 meter - 20,38 från 2010